# Ants Antson
Ants Antson (1938. november 11. – 2015. október 31.) észt gyorskorcsolyázó, aki a Szovjetunió színeiben versenyzett. Olimpiai aranyérmes és Európa-bajnok sportoló.

## Pályafutása
A Kalev Önkéntes Sportegyesületben sportolt. A korábbi olimpiai-, világ- és Európa-bajnok, Borisz Arszenyevics Silkov volt az edzője. Más sportágakban is sikeres volt, például jégkorongban és akadályfutásban.
1964-ben Európa-bajnok lett, megnyerte az 1500 méteres versenyszámot az 1964-es innsbrucki téli olimpián, és új világcsúcsot állított fel 3000 méteren. Abban az évben elért eredményeiért Oscar Mathisen-díjat kapott.
Az 1964-ben szerzett két aranyérme mellett a szovjet bajnokságon szerzett még érmeket: aranyat 1967-ben, ezüstöt 1965-ben és 1968-ban, valamint bronzot 1966-ban. Részt vett 1500 m-en az 1968-as grenoble-i téli olimpián, de annak ellenére, hogy új egyéni csúcsot ért el, csak a tizenkettedik lett.
Nem sokkal az 1968-as játékok után befejezte az aktív sportolást, és sporttisztviselőként dolgozott. Először a Szovjet Észt Testkultúra és Sport Bizottságban, majd később az Észt Olimpiai Bizottságban. Az 1992-es téli olimpián – miután országa függetlenné vált a Szovjetuniótól – Észtország első zászlóvivője lett.
1965-ben feleségül vette Eve Kivi észt filmszínésznőt, a pár 1972-ben elvált. Később feleségül vette Ene Antsont, akivel haláláig együtt élt. Nem sokkal a 77. születésnapja előtt halt meg.

## Érmei
| Bajnokságok       | Aranyérem     | Ezüstérem | Bronzérem |
| Téli olimpia      | 1964 (1500 m) | –         | –         |
| Világbajnokság    | –             | –         | –         |
| Európa-bajnokság  | 1964          | –         | –         |
| Szovjet bajnokság | 1967          | 1965 1968 | 1966      |

## Fordítás
- Ez a szócikk részben vagy egészben  az   Ants Antson című angol Wikipédia-szócikk ezen változatának fordításán alapul.  Az eredeti cikk szerkesztőit annak laptörténete sorolja fel. Ez a jelzés csupán a megfogalmazás eredetét és a szerzői jogokat jelzi, nem szolgál a cikkben szereplő információk forrásmegjelöléseként.